# Хецрон
Хецрон (івр. חֶצְרוֹן, «за́мкнутий») — особа Старого Заповіту, предок Давида, син Переца (Бут. 46:12). У 46 главі Книги Буття він згадується серед синів Ізраїлевих, що прибули до Єгипту. У Першій книзі хроніки названі його сини — Єрахмеїл, Рам і Келувай (1 Хр. 2:9).

У Новому Завіті відомий як Есром (Мт. 1:3-4, Лк. 3:33). 

## Інші згадки
Назва Хецрон відома також для:
- Сина Рувима (Бут. 46:9), що прибув з ним до Єгипту
- Місцевості на півдні Ізраїля (Нав. 15:3), згадана при наділі земель племені Юди.